# MTV Video Music Award – występ na scenie
Poniższa lista przedstawia kolejnych zwycięzców nagrody MTV Video Music Awards w kategorii Best Stage Performance. po raz ostatni tę nagrodę wręczono w 1989 roku.
| Rok  | Wykonawca               | Piosenka            |
| ---- | ----------------------- | ------------------- |
| 1984 | Van Halen               | Jump                |
| 1985 | Bruce Springsteen       | Dancing in the Dark |
| 1986 | Bryan Adams/Tina Turner | It's Only Love      |
| 1987 | Bon Jovi                | Livin' on a Prayer  |
| 1988 | Prince                  | U Got the Look      |
| 1989 | Living Colour           | Cult of Personality |